# Rio Jaguarão
O rio Jaguarão (em castelhano Yaguarón) é um curso d'água que marca um trecho da fronteira do Uruguai com o Brasil, no estado do Rio Grande do Sul. É navegável por 32 quilômetros, da foz até o município de Jaguarão no extremo sul do Brasil, com 2,50 metros de profundidade. Principal rio da bacia de mesmo nome, nasce na serra de Santa Tecla, na Coxilha das Tunas ou do Arbolito (município de Hulha Negra). 
A lagoa Mirim faz em parte a fronteira com o Uruguai e recebe as águas do rio Jaguarão que divide os municípios de Jaguarão, no Brasil, e Rio Branco, no Uruguai. 